# Walerij Druzin
Walerij Pawłowicz Druzin (ros. Вале́рий Па́влович Дру́зин, ur. 8 listopada 1903 w Siestroriecku, zm. 28 grudnia 1980 w Moskwie) – radziecki literaturoznawca i działacz partyjny.

## Życiorys
Studiował na Wydziale Nauk Społecznych Irkuckiego Uniwersytetu Państwowego, 1923-1924 studiował na Leningradzkim Uniwersytecie Państwowym, 1925-1929 był aspirantem Instytutu Języka i Literatury przy Rosyjskim Stowarzyszeniu Naukowo-Badawczych Instytutów Nauk Społecznych, 1930-1932 pracował w Saratowskim Uniwersytecie Państwowym, następnie w Astrachaniu. Od 1933 kierował sekcją Leningradzkiego Instytutu Literatury, potem był wykładowcą katedry literatury Leningradzkiego Państwowego Instytutu Pedagogicznego im. Hercena, 1941-1946 pracował w armijnych gazetach "Wo Sławu Rodine" i "Na Straże Rodiny". Od 1944 należał do WKP(b). W latach 1946–1947 był redaktorem działu miesięcznika literackiego "Zwiezda" w Leningradzie, a 1947-1955 redaktorem naczelnym tego czasopisma. Od 14 października 1952 do 14 lutego 1956 był też członkiem Centralnej Komisji Rewizyjnej KPZR, a 1955-1959 zastępcą redaktora naczelnego "Literaturnoj Gaziety". Później był zastępcą przewodniczącego Zarządu Związku Pisarzy RFSRR, wykładowcą i kierownikiem katedry literatury radzieckiej Moskiewskiego Instytutu Literackiego.